# Friedrich Lehr (Politiker, 1815)
Friedrich Lehr (* 19. März 1815 in Berlin; † 14. September 1890 ebenda) war Rittergutsbesitzer, Landwirt und Mitglied des Deutschen Reichstags.

## Leben
Lehr besuchte ein Berliner Gymnasium und studierte von 1833 bis 1836 Rechtswissenschaften an den Universitäten Bonn und Berlin. 1834 wurde er Mitglied des Corps Borussia Bonn. Bis 1838 war er Auskultator in Berlin, anschließend Referendar in Naumburg. Ab 1843 war er Gutsbesitzer auf Klein-Nakel und Harmelsdorf und Kreistagsmitglied sowie Mitglied des Kreisausschusses Kreis Deutsch-Krone und Amtsvorsteher.
Von 1874 bis 1878 war er Mitglied des Deutschen Reichstags für den Wahlkreis Regierungsbezirk Marienwerder 8 (Deutsch-Krone) und die Nationalliberale Partei.